# پایگاه تفنگداران دریایی هاوایی
پایگاه تفنگداران دریایی هاوایی (به انگلیسی: Marine Corps Base Hawaii) یک حوزه سرشماری در ایالات متحده آمریکا است که در شبه جزیره موکاپو، اوآهو، هاوایی واقع شده‌است. هنگ ۳ ساحلی تفنگداران دریایی در این پایگاه مستقر است.